# Пасс, Криспейн ван де (Младший)
Криспейн (Криспин) ван де Пасс Младший (нидерл. Crispijn van de Passe de Jonge; Crispin de Pas, Crispiaen, Crispinus, Crispianus van de Passe, de Pas, Passeus; 1594, Кёльн —19 января 1670, Амстердам) — нидерландский рисовальщик, гравёр, типограф и издатель эстампов. Один из членов большой семьи рисовальщиков, гравёров и типографов. Сын гравёра и типографа Криспейна ван де Пасса Старшего.

## Биография
Ван де Пасс был старшим сыном гравёра и издателя печатных изданий Криспейна ван де Пасса Старшего, меннонита (протестанта) из Зеландии (провинция на юго-западе Нидерландов) и Магдалены де Бок (умерла в 1635 г.). В 1580 году его родители переехали в Антверпен. После захвата в 1588 году Антверпена испанцами Криспейн бежал с женой в Аахен. Когда же и протестанты Аахена в 1589 году были вынуждены покинуть город по приказу императора Рудольфа II, Криспейн уехал в Кёльн и оставался там более двадцати лет на положении беженца.
Ван де Пасс Младший родился, когда семья жила в Кёльне. В 1611 году семье пришлось покинуть Кёльн и уехать в Утрехт, где вместе с братьями Симоном (1595—1647), Виллемом (1598—1636) и сестрой Магдаленой (1600—1638) он занялся ремеслом гравёра в мастерской отца.
В отличие от других детей ван де Пасса Старшего, Криспейн решил искать удачные заказы не в Англии, а во Франции. Он работал в Париже с 1618 по 1630 год, затем вернулся в Утрехт. В 1639 году он провел короткое время в Делфте и Копенгагене, а затем поселился в Амстердаме, где продолжал жить до своей смерти в 1670 году.
В 1648 году он женился на Гертрауте ван дем Браух, или Гертрут ван ден Брук (Geertraut van dem Brauch; Geertruyt van den Broeck), которая приехала из Золингена в Германии. Ван де Пасс не был очень успешным гравёром в Амстердаме и умер в нищете. Он был похоронен в Амстердаме 19 января 1670 года.

## Творчество
Изначально близкий к отцу по манере гравирования, Криспейн Младший постепенно в 1620-х годах стал развивать собственную манеру и свободную технику резцовой гравюры, похожую на наброски пером. Он гравировал портреты выдающихся европейских персон и королевских особ, в том числе французского короля Людовика XIII и королевы-матери Марии Медичи.
Он также изображал выдающихся голландцев, таких как принц Фредерик Хендрик, принц Оранский, Герард Воссиус, Йохан ван Олденбарневельт и Пит Хайн.
Помимо портретов, он создавал гравюры на библейские, исторические темы и книжные иллюстрации. Он сделал 60 гравюр для влиятельной книги Антуана де Плювинеля «Королевский манеж» (Париж, 1623), позже опубликованной как «L’Instruction du Roy en l’exercice de monter à cheval». Издание «Сад Флориды» («Hortus Floridus»), опубликованное в 1614—1616 годах, представляло собой собрание из 160 гравюр с изображениями цветущих растений по рисункам самого ван де Пасса.
Эта работа была столь популярна, что оригинальное латинское издание было переведено на голландский, французский и английский языки. Его «Подлинные портреты некоторых из величайших дам христианства» (Les vrais pourtraits de quelques unes des plus grandes dames de la chrestienté, 1640) содержит два стиха, посвящённых сестре, гравёру Магдалене ван де Пасс, которая умерла двумя годами ранее.
В 1643—1644 годах Ян Виллемс Блау опубликовал книгу ван де Пасса (Van't Licht der teken en schilderkonst), обучающую технике рисования.
Гравюры и другие работы ван де Пасса Младшего можно увидеть в Рейксмюсеуме в Амстердаме, Центральном музее в Утрехте, Музее Бойманса — ван Бёнингена в Роттердаме, Метрополитен-музее в Нью-Йорке, Национальной портретной галерее и в Британском музее в Лондоне.

## Галерея

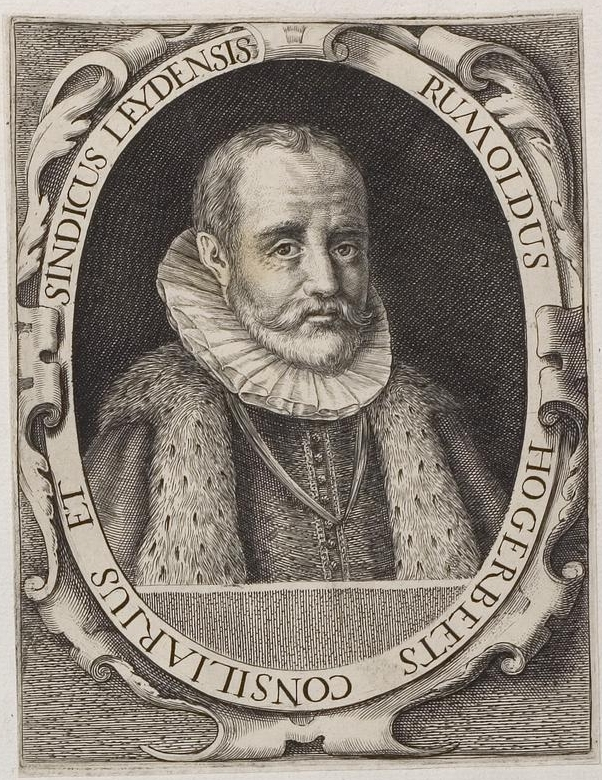
Аролсен Клибебанд. Офорт
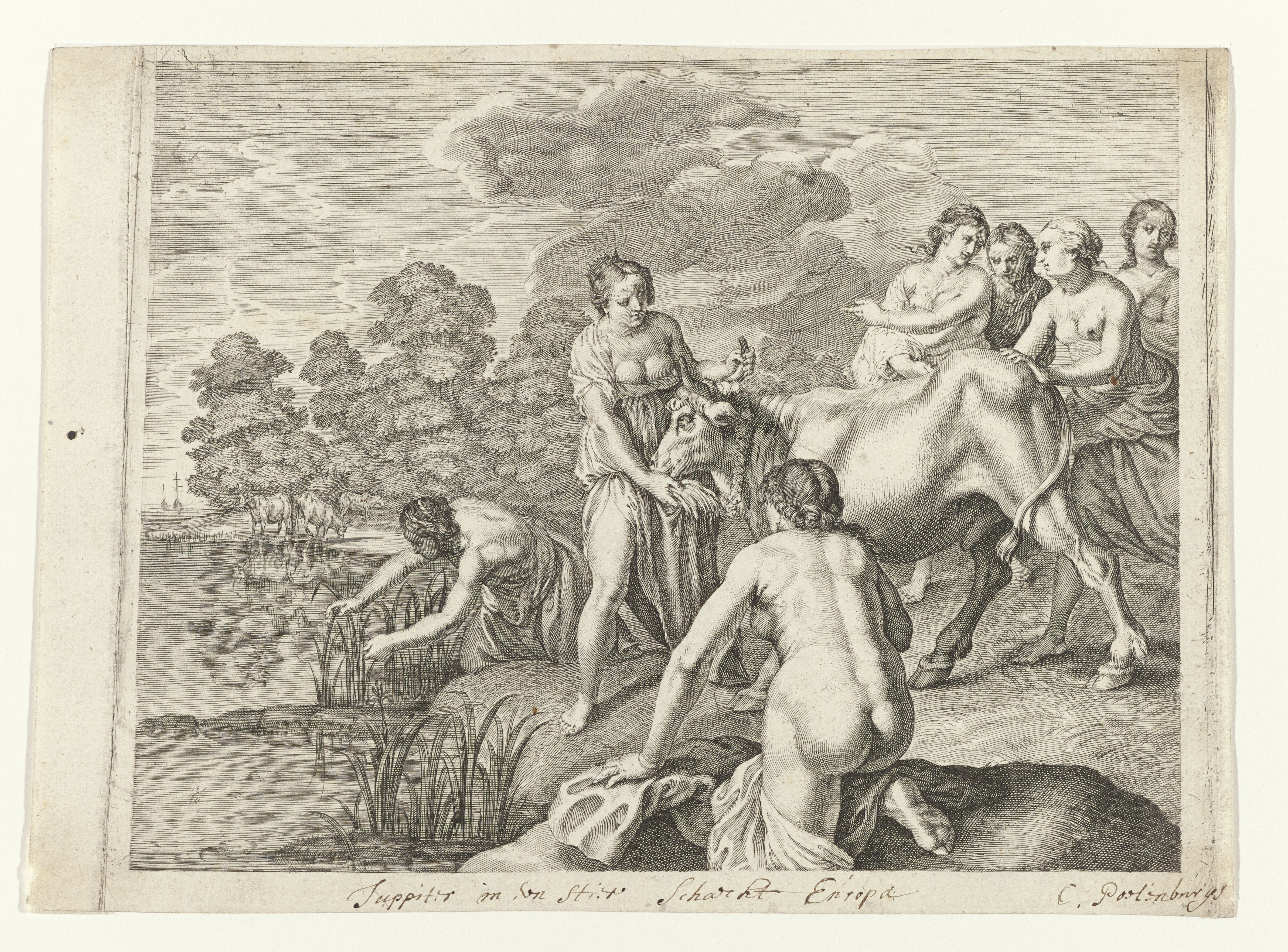
Юпитер и Европа. Иллюстрация к «Метаморфозам» Овидия. 1636—1670. Офорт
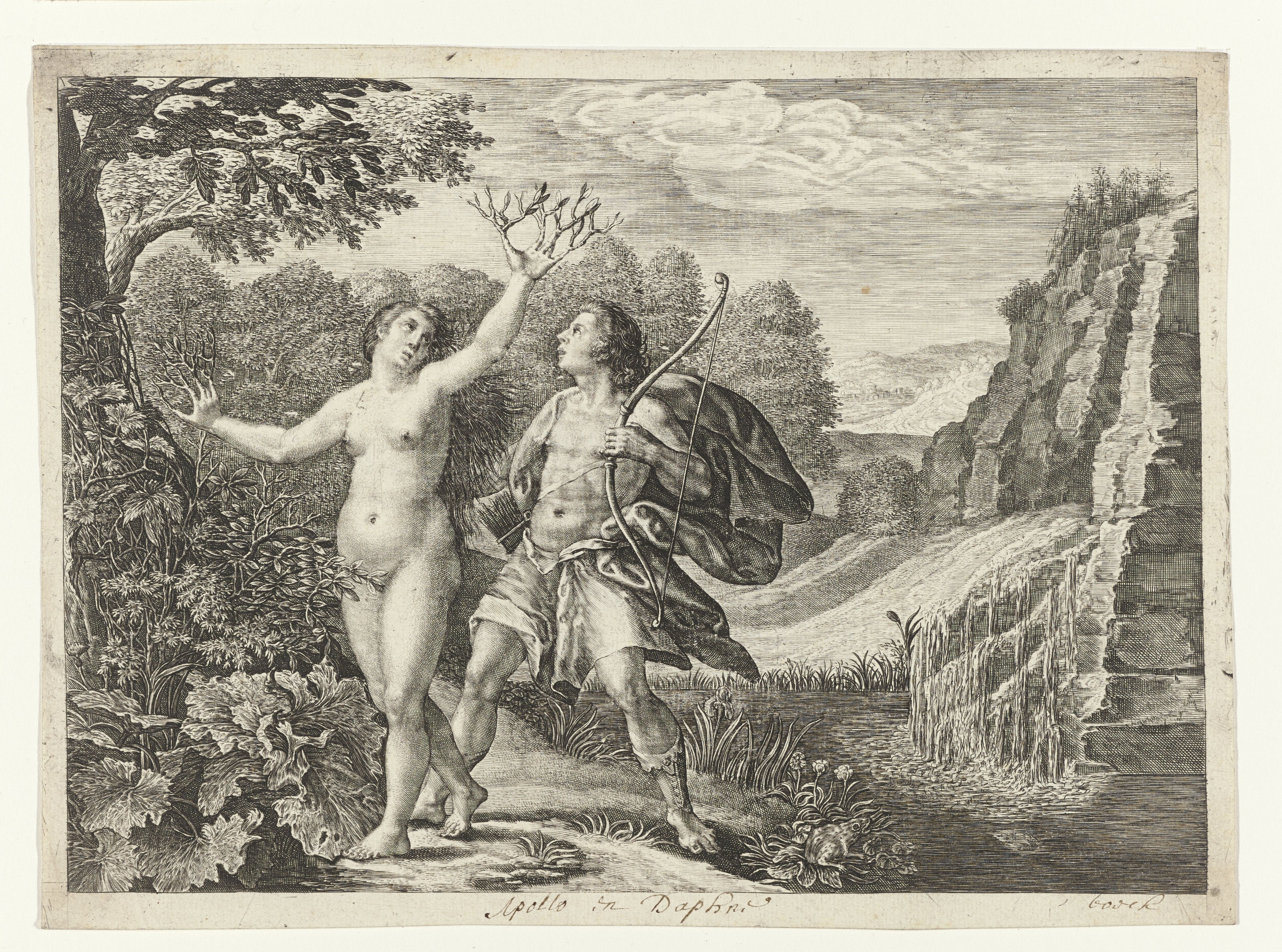
Аполлон и Дафна. Иллюстрация к «Метаморфозам» Овидия. 1636—1670. Офорт
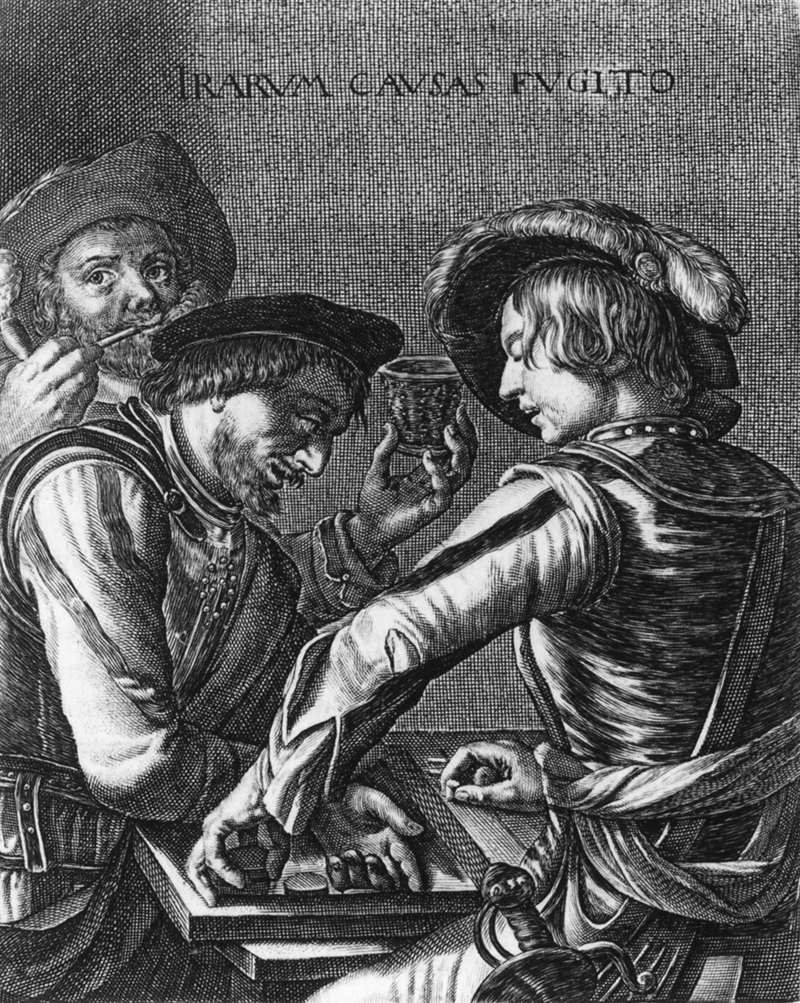
Игроки в нарды. Офорт
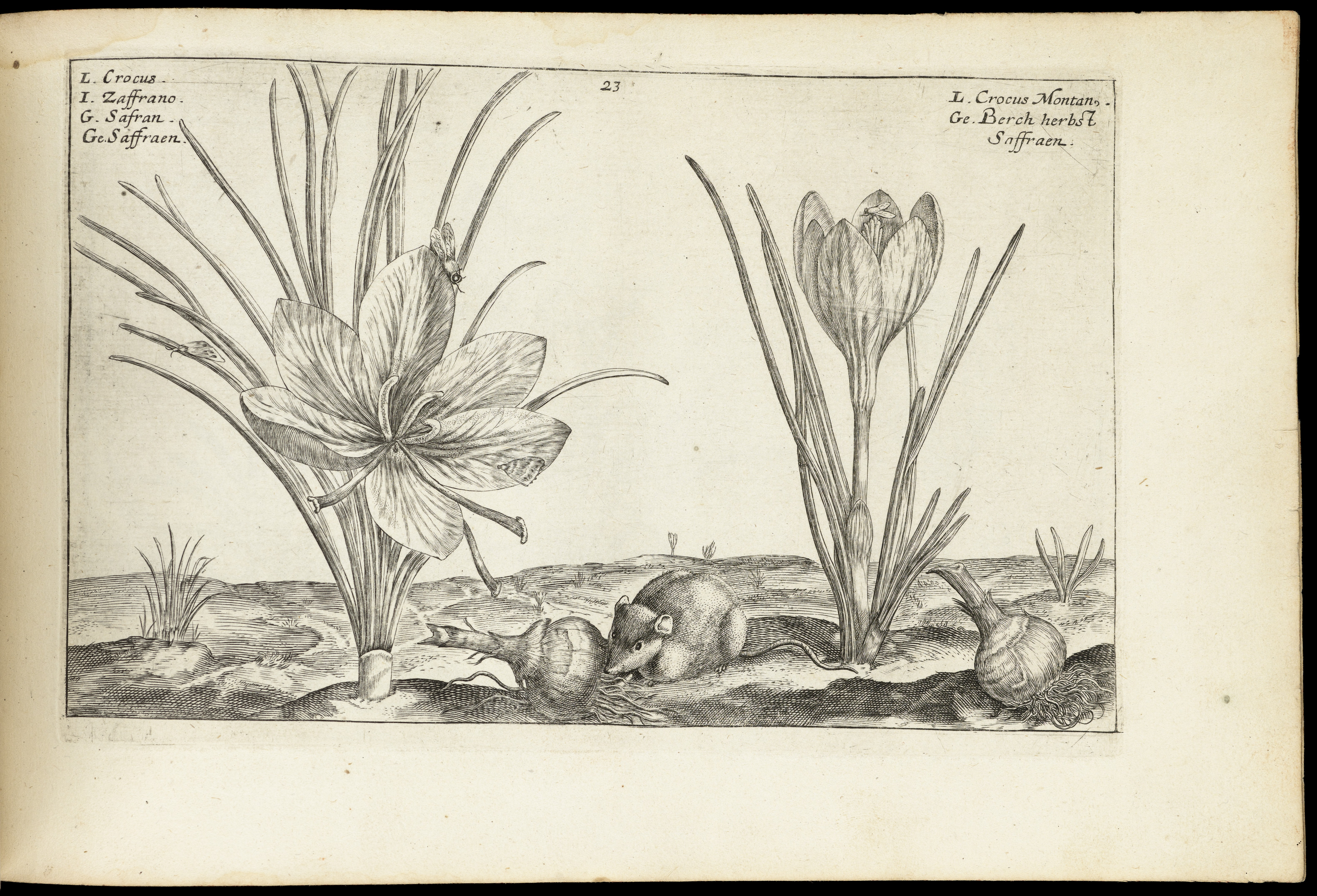
Крокус. Иллюстрация из «Садов Флориды». Офорт
Повозка Флоры, или Прощание с любителями цветов. 1637. Офорт
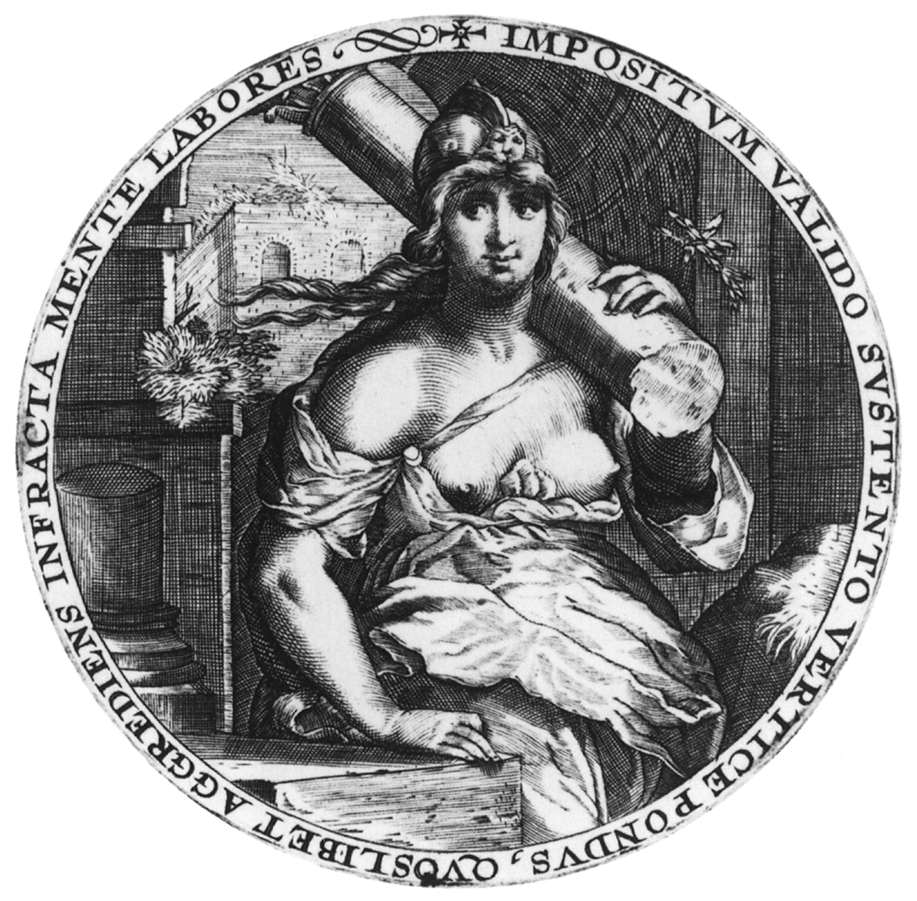
Аллегория стойкости. Офорт